# Move Your Body (canção de Eiffel 65)
"Move Your Body" é uma canção do grupo italiano Eiffel 65, gravada para o seu álbum de estreia Europop. Foi composta por Domenico Capuano, Roberto Molinaro, Maurizio Lobina, Gianfranco Randone e Massimo Gabutti e produzida por Massimo Gabutti e Luciano Zucchet. O seu lançamento ocorreu em 30 de novembro de 1999, através da Logic, servindo como o segundo single do disco.

## Desempenho nas tabelas musicais

### Posições
| Tabela musical (1999)                                  | Melhor posição |
| ------------------------------------------------------ | -------------- |
| Alemanha (Media Control Charts)                        | 4              |
| Austrália (ARIA Charts)                                | 4              |
| Áustria (Ö3 Austria Top 40)                            | 1              |
| Bélgica (Ultratop 50 de Flandres)                      | 15             |
| Bélgica (Ultratop 40 da Valônia)                       | 4              |
| Escócia (The Official Charts Company)                  | 3              |
| Finlândia (IFPI Finlândia)                             | 10             |
| França (Syndicat National de l'Édition Phonographique) | 1              |
| Itália (Federazione Industria Musicale Italiana)       | 5              |
| Noruega (VG-lista)                                     | 20             |
| Nova Zelândia (NZ Top 40 Singles)                      | 6              |
| Países Baixos (MegaCharts)                             | 19             |
| Suécia (Sverigetopplistan)                             | 8              |
| Suíça (Schweizer Hitparade)                            | 2              |